# Metaleyrodes
Metaleyrodes is een geslacht van halfvleugeligen (Hemiptera) uit de familie witte vliegen (Aleyrodidae), onderfamilie Aleyrodinae.
De wetenschappelijke naam van dit geslacht is voor het eerst geldig gepubliceerd door Sampson in 1943. De typesoort is Aleyrodes oceanica.

## Soort
Metaleyrodes omvat de volgende soort:
- Metaleyrodes oceanica (Takahashi, 1939)